# رامین جوادی
رامین جوادی (به آلمانی: Ramin Djawadi) (زادهٔ ۱۹ ژوئیهٔ ۱۹۷۴ در دویسبورگ، آلمان غربی) آهنگساز موسیقی متن فیلم و تلویزیون است. پدر او ایرانی و مادرش آلمانی است. وی در آمریکا به تحصیل در رشتهٔ موسیقی پرداخت. بعد از پایان تحصیلات، شروع به نوازندگی در یک گروه موسیقی در بوستون کرد و پس‌ از آن با هانس زیمر مشغول به کار شد. جوادی بیشتر به‌خاطر دریافت جایزهٔ تولیدات تلویزیونی آمریکا بهترین موسیقی متن برای فیلم مرد آهنی (۲۰۰۸) مارول و سریال تلویزیونی محبوب اچ‌بی‌او تحت عنوان بازی تاج‌وتخت مشهور شده است، که موسیقی متن تمام قسمت‌های این سریال را نوشته است. از دیگر کارهای مشهور وی می‌توان فیلم سینمایی وارکرفت و سریال‌های تلویزیونی همچون فرار از زندان و وست‌ورلد را نام برد. جدیدترین پروژه‌های رامین جوادی نیز سریال خاندان اژدها و فیلم سینمایی جاودانگان می‌باشند.

## زندگی‌نامه
رامین جوادی (Ramin Djawadi) در ۲۸ تیرماه ۱۳۵۳ (۱۹ ژوئیهٔ ۱۹۷۴) در شهر دویسبورگ آلمان زاده شد. پدرش پزشکی ایرانی و مادرش آلمانی است.
رامین جوادی در ۴سالگی با تشویق والدینش به کلاس‌های موسیقی رفت و تا ۱۱سالگی آموزش پیانو را کامل کرد. سپس در ۱۳سالگی به کلاس‌های گیتار رفت و در دوران نوجوانی به‌صورت فشرده در زمینهٔ موسیقی فعالیت کرد. پس از فارغ‌التحصیلی از دبیرستان، به آمریکا رفت و در کالج موسیقی برکلی در بوستون تحصیلات خود را ادامه داد.

## آثار
جوادی بابت ساخت موسیقی‌های مکمل، ارکستراسیون و دستیاری هانس زیمر در فیلم‌هایی مانند بتمن آغاز می‌کند و دزدان دریایی کارائیب: نفرین مروارید سیاه شهرت دارد. او به‌عنوان آهنگساز فیلم‌های تیغه: سه گانگی، از غبار بپرس، فصل شکار، آقای بروکز و متولدنشده فعالیت کرده است. جوادی و پل وستربرگ به‌خاطر آهنگسازی برای فصل آغازی مشترکاً برندهٔ بیست و دومین دورهٔ جایزهٔ موسیقی فیلم و تلویزیون انجمن آهنگسازان، پدیدآوران و ناشران آمریکا شدند.
جوادی همچنین برای مجموعه‌های تلویزیون زیادی آهنگسازی کرده است. از آن جمله می‌توان به مجموعه‌های تلویزیونی آستانه، تیغ: مجموعه، فلش فوروارد، فرار از زندان، مظنون و سلاطین فرار اشاره کرد. وی برای مورد، در سال ۲۰۰۶ نامزد جایزهٔ امی «برجسته‌ترین موسیقی زمینهٔ اصلی» شد. جوادی موسیقی متن فیلم مرد آهنین که در ۲ مه ۲۰۰۸ پخش شد نیز ساخته است. همچنین وی ساخت موسیقی متن سریال بازی تاج‌وتخت را که در سال ۲۰۱۱ پخش شد، نیز بر عهده داشته است. آهنگ سریال مظنون هم از دیگر فعالیت‌های اوست.
در ۳ سپتامبر ۲۰۰۷ جوادی آلبومی از قطعات موسیقی مجموعهٔ تلویزیونی فرار از زندان را منتشر کرد. وی همچنین آهنگسازی فیلم معروف نجات جسیکا لینچ را هم که در سال ۲۰۰۳ که بر اساس زندگی سرباز شهیر آمریکایی جسیکا لینچ ساخته شد، برعهده داشته است.

### فیلم‌ها
| سال  | عنوان                                 | کارگردان(ها)             | استودیو(ها)                                     | توضیحات                                                   |
| ---- | ------------------------------------- | ------------------------ | ----------------------------------------------- | --------------------------------------------------------- |
| ۲۰۰۳ | طبل را بزن                            | دیوید هیکسون             | تولیدی زد (زی)                                  | به همراه کلاوس بادت                                       |
| ۲۰۰۳ | نجات جسیکا لینچ                       | پتر مارکل                | ان‌بی‌سی                                          | تله فیلم                                                  |
| ۲۰۰۴ | مرغان طوفانی                          | جاناتان فریکس            | یونیورسال استودیوز                              | به همراه هانس زیمر                                        |
| ۲۰۰۴ | تیغه: سه‌گانگی                         | دیوید اس. گویر           | نیو لاین سینما                                  | —                                                         |
| ۲۰۰۵ | خاطرات بوفالو                         | دیوید جکسون              | شبکه دیزنی                                      | تله فیلم                                                  |
| ۲۰۰۵ | تمام بچه‌های نامرئی                    | جردن اسکات ریدلی اسکات   | توزیع و تولیدی ۰۱                               | فیلم گلچین شده - جاناتان (فیلم کوتاه)                     |
| ۲۰۰۶ | پرسش از غبار                          | رابرت تاون               | پارامونت کلاسیکز                                | به همراه هایتور پریرا                                     |
| ۲۰۰۶ | فصل شکار                              | راجر آلرز جیل کولتن      | کلمبیا پیکچرز سونی پیکچرز انیمیشن               | به همراه پل وسته‌برگ                                       |
| ۲۰۰۷ | آقای بروکس                            | بروس ای ایونز            | مترو گلدوین مایر                                | —                                                         |
| ۲۰۰۸ | مرا به ماه پرواز ده                   | بن استاسین               | سامیت اینترتینمنت ان‌وِی پیکچرز ایلیمیماتا پیکچرز | —                                                         |
| ۲۰۰۸ | فریب                                  | مارسل لنگنگر             | فاکس قرن بیستم                                  | —                                                         |
| ۲۰۰۸ | مرد آهنی                              | جان فاورو                | پارامونت پیکچرز مارول استودیوز                  | موسیقی متن فیلم توسط لاینزگیت امتیاز تولید توسط هانس زیمر |
| ۲۰۰۸ | فصل شکار ۲                            | متی اوکلهان تاد ویلدرمن  | سرگرمی خانگی سونی پیکچرز سونی پیکچرز انیمیشن    | فیلم ویدیوئی مستقیم                                       |
| ۲۰۰۹ | متولدنشده                             | دیوید اس. گویر           | یونیورسال استودیوز روگ پیکچرز                   | موسیقی متن فیلم منتشر شده توسط لیک‌شور رکوردز              |
| ۲۰۰۹ | مدال افتخار                           | کالین پتر نتسر           | تولیدی‌های فیلم                                  | زبان فیلم: رومانیایی                                      |
| ۲۰۱۰ | برخورد تایتان‌ها                       | لویس لتریر               | وارنر برادرز پیکچرز لجندری پیکچرز               | موسیقی متن فیلم منتشر شده توسط واتر تاور موزیک            |
| ۲۰۱۰ | داستان یک لاک‌پشت: ماجراهای سامی       | بن استاسین               | استودیوکانال ان‌وِی پیکچرز ایلیمیماتا پیکچرز      | —                                                         |
| ۲۰۱۱ | مظنون                                 | جاناتان نولان            | بد روبات برادران وارنر کیلر فیلم                |                                                           |
| ۲۰۱۱ | شب ترس                                | کریگ گیلسپی              | تاچ‌استون پیکچرز دریم‌ورکس پیکچرز                 | —                                                         |
| ۲۰۱۲ | خانه امن                              | دنیل اسپینوسا            | یونیورسال استودیوز                              | —                                                         |
| ۲۰۱۲ | داستان یک لاک‌پشت ۲: فرار سامی از بهشت | بن استاسین وینسنت کستلوت | استودیوکانال ان‌وِی پیکچرز ایلیمیماتا پیکچرز      | —                                                         |
| ۲۰۱۲ | رنگ سرخ سحر                           | دَن بردلی                 | فیلم دیسترکت مترو گلدوین مایر یونایتد آرتیستز   | —                                                         |
| ۲۰۱۳ | حاشیه اقیانوس آرام                    | گیرمو دل تورو            | وارنر برادرز پیکچرز لجندری پیکچرز               | موسیقی متن فیلم منتشر شده توسط واتر تاور موزیک            |
| ۲۰۱۳ | سافاری آفریقایی                       | بن استاسین               | استودیوکانال ان‌وِی پیکچرز                        | —                                                         |
| ۲۰۱۳ | خانه جادو                             | بن استاسین جرمی دگرسون   | استودیوکانال ان‌وِی پیکچرز                        | —                                                         |
| ۲۰۱۴ | ناگفته‌های دراکولا                     | گری شور                  | یونیورسال استودیوز لجندری پیکچرز                | —                                                         |
| ۲۰۱۶ | وارکرفت                               | دانکن جونز               | یونیورسال استودیوز لجندری پیکچرز                | —                                                         |
| ۲۰۱۶ | دیوار بزرگ چین                        | ژانگ ییمو                | یونیورسال استودیوز لجندری پیکچرز                | —                                                         |
| ۲۰۱۷ | کوه میان ما                           | هانی ابواسعد             | استودیو قرن بیستم                               | —                                                         |
| ۲۰۱۸ | مرد لاغر                              |                          |                                                 |                                                           |
| ۲۰۱۹ | سگ مورد علاقه ملکه                    |                          |                                                 |                                                           |
| ۲۰۲۰ | همگام با فیل‌ها                        |                          |                                                 |                                                           |
| ۲۰۲۱ | خاطره پرداز                           |                          |                                                 |                                                           |
| ۲۰۲۱ | جاودانگان                             | کلویی ژائو               | مارول استودیوز                                  | —                                                         |
| ۲۰۲۲ | آنچارتد                               |                          |                                                 |                                                           |

### مجموعه‌های تلویزیونی
| سال        | عنوان               | تعداد قسمت‌ها | توضیحات |
| ---------- | ------------------- | ------------ | ------- |
| ۲۰۰۴       | جدول                | ۶            | ن/م     |
| ۲۰۰۵       | آستانه              | "افشاگری‌ها"  | ن/م     |
| ۲۰۰۵–۲۰۱۷  | فرار از زندان       | ۹۰           | ن/م     |
| ۲۰۰۶       | تیغه: مجموعه        | ۱۳           | ن/م     |
| ۲۰۱۰–۲۰۰۹  | فلش فوروارد         | ۲۲           | ن/م     |
| ۲۰۱۲–۲۰۱۱  | پادشاهان فرار       | ۲۳           | ن/م     |
| ۲۰۱۱–۲۰۱۶  | مظنون               | ۱۰۳          |         |
| ۲۰۱۱–۲۰۱۹  | بازی تاج و تخت      | ۷۳           | ن/م     |
| ۲۰۱۱-اکنون | دگردیسی             | ۳۳           | ن/م     |
| ۲۰۱۶       | دنیای غرب           | ۲            | ن/م     |
| TBA        | وست‌ورلد             | TBA          | TBA     |
| TBA        | فرار از زندان       | TBA          | TBA     |
| ۲۰۲۰       | داستان‌های شگفت‌انگیز |              |         |
| ۲۰۲۲-اکنون | خاندان اژدها        | ۱۰           |         |
| ۲۰۲۴       | فال‌آوت              | ۸            |         |

### بازی‌های رایانه‌ای
| سال  | عنوان               | توسعه دهنده‌ها                                               | توضیحات                                                     |
| ---- | ------------------- | ----------------------------------------------------------- | ----------------------------------------------------------- |
| ۱۹۹۹ |                     | ایررشنوال گیمز لوکینگ گلس استودیوز                          | به همراه جوش رندال و اریک بروسیس سازنده به عنوان تکنسین صدا |
| ۲۰۱۰ | مدال افتخار         | دنجر کلوز گیمز (تک‌نفره) ایی‌ای دیجیتال ایلوژن سی‌ایی (دونفره) | ن/م                                                         |
| ۲۰۱۱ | تغییر ۲: لگام‌گسیخته | اسلایتلی مد استودیوز                                        | به همراه:                                                   |
| ۲۰۱۲ | مدال افتخار: جنگجو  | دنجر کلوز گیمز                                              | ن/م                                                         |
| ۲۰۱۶ | چرخ‌دنده‌های جنگ ۴    | د کوالیشن                                                   | ن/م                                                         |